# Liste des phares du Morbihan
La liste des phares du Morbihan recense de manière exhaustive les phares situés dans le département français du Morbihan.

## Liste
| Phare                                         | Commune                                   | Adresse                                   | Coordonnées                        | Notice                        | Protection               | Date      | Illustration                                  |
| --------------------------------------------- | ----------------------------------------- | ----------------------------------------- | ---------------------------------- | ----------------------------- | ------------------------ | --------- | --------------------------------------------- |
| Phare des Birvideaux                          | Plateau des Birvideaux, golfe de Gascogne |                                           | 47° 28′ 59″ nord, 3° 18′ 00″ ouest |                               |                          |           | Phare des Birvideaux                          |
| Phare des Grands Cardinaux                    | Chaussée des Cardinaux, golfe de Gascogne |                                           | 47° 19′ 16″ nord, 2° 50′ 06″ ouest | « IA56000343 »                | Inventorié               | 2001      | Phare des Grands Cardinaux                    |
| Phare du Crouesty                             | Arzon                                     | Le Crouesty                               | 47° 32′ 37″ nord, 2° 53′ 43″ ouest |                               |                          |           | Phare du Crouesty                             |
| Phare de Port-Navalo Phare d'Arzon            | Arzon                                     | Rue du Phare Port-Navalo                  | 47° 32′ 52″ nord, 2° 55′ 07″ ouest | « IA56000339 »                | Inventorié Inventorié    | 1992 2001 | Phare de Port-Navalo Phare d'Arzon            |
| Phare de Goulphar Grand phare de Kervilahouen | Bangor                                    | Kervilahouen                              | 47° 18′ 39″ nord, 3° 13′ 37″ ouest | « PA00135278 »                | Inscrit MH · Classé MH   | 1995 2011 | Phare de Goulphar Grand phare de Kervilahouen |
| Phare de Penlan                               | Billiers                                  | Rue du Phare Pointe de Penlan             | 47° 30′ 59″ nord, 2° 30′ 07″ ouest | « IA56000344 »                | Inventorié               | 2001      | Phare de Penlan                               |
| Feu de Kergurioné                             | Crach                                     | Château de Kergurioné                     | 47° 36′ 28″ nord, 3° 01′ 19″ ouest |                               |                          |           | Image manquante Téléverser                    |
| Tour des Anglais Tour de Pénerf               | Damgan                                    | Pointe du Lenn Pénerf                     | 47° 30′ 12″ nord, 2° 37′ 57″ ouest | « PA56000012 »                | Inscrit MH               | 1997      | Tour des Anglais Tour de Pénerf               |
| Phare de Pen-Men                              | Groix                                     | Pointe de Pen-Men                         | 47° 38′ 51″ nord, 3° 30′ 33″ ouest | « PA56000073 » « IA56000335 » | Inscrit MH               | 2015      | Phare de Pen-Men                              |
| Phare de la pointe des Chats Phare des Chats  | Groix                                     | Pointe des Chats                          | 47° 37′ 15″ nord, 3° 25′ 18″ ouest | « IA56000336 »                | Site classé · Inventorié | 1976 2001 | Phare de la pointe des Chats Phare des Chats  |
| Feu de la Pointe de la Croix                  | Groix                                     | Pointe de la Croix                        | 47° 38′ 03″ nord, 3° 25′ 00″ ouest |                               |                          |           | Feu de la Pointe de la Croix                  |
| Feux de Port-Tudy                             | Groix                                     | Port-Tudy                                 | 47° 38′ 42″ nord, 3° 26′ 45″ ouest |                               |                          |           | Feux de Port-Tudy                             |
| Phare de Hoëdic                               | Hœdic                                     | Port                                      | 47° 20′ 40″ nord, 2° 52′ 29″ ouest |                               |                          |           | Phare de Hoëdic                               |
| Phare de Houat                                | Île-d'Houat                               | Port                                      | 47° 23′ 34″ nord, 2° 57′ 20″ ouest |                               |                          |           | Phare de Houat                                |
| Phare de Kerdonis                             | Locmaria                                  | Pointe de Kerdonis                        | 47° 18′ 36″ nord, 3° 03′ 34″ ouest | « IA56000342 »                | Inventorié               | 2001      | Phare de Kerdonis                             |
| Phare de Tréhiguier                           | Pénestin                                  | Rue du Port Tréhiguier                    | 47° 29′ 35″ nord, 2° 26′ 30″ ouest |                               |                          |           | Phare de Tréhiguier                           |
| Phare de Kerroc'h                             | Ploemeur                                  | Kerroc'h                                  | 47° 41′ 58″ nord, 3° 27′ 40″ ouest |                               |                          |           | Phare de Kerroc'h                             |
| Phare de Lomener                              | Ploemeur                                  | Lomener                                   | 47° 42′ 18″ nord, 3° 25′ 33″ ouest |                               |                          |           | Image manquante Téléverser                    |
| Feux du Palais                                | Le Palais                                 | Port                                      | 47° 20′ 49″ nord, 3° 09′ 04″ ouest |                               |                          |           | Feux du Palais                                |
| Feu d'Étel                                    | Plouhinec                                 | Rue du Sémaphore Barre d'Étel             | 47° 38′ 36″ nord, 3° 12′ 52″ ouest |                               |                          |           | Feu d'Étel                                    |
| Phare de Port-Haliguen                        | Quiberon                                  | Quai des Sinagots Port-Haliguen           | 47° 29′ 10″ nord, 3° 06′ 05″ ouest |                               |                          |           | Phare de Port-Haliguen                        |
| Phare de Port-Maria                           | Quiberon                                  | Rue du Phare Port-Maria                   | 47° 28′ 46″ nord, 3° 07′ 27″ ouest | « IA56000337 »                | Inventorié               | 2001      | Phare de Port-Maria                           |
| Phare de la Teignouse                         | Quiberon                                  | Pointe du Conguel Passage de la Teignouse | 47° 27′ 27″ nord, 3° 02′ 45″ ouest | « IA56000338 »                | Inventorié               | 2001      | Phare de la Teignouse                         |
| Phare de Kerbel                               | Riantec                                   | Route de Port-Louis                       | 47° 42′ 34″ nord, 3° 20′ 05″ ouest |                               |                          |           | Phare de Kerbel                               |
| Phare de Poulfanc                             | Riantec                                   | Route de la Croizetière                   | 47° 42′ 39″ nord, 3° 19′ 56″ ouest |                               |                          |           | Phare de Poulfanc                             |
| Phare de Kernevest                            | Saint-Philibert                           | Rue du Phare Kernevest                    | 47° 34′ 23″ nord, 3° 00′ 28″ ouest |                               |                          |           | Phare de Kernevest                            |
| Phare des Poulains                            | Sauzon                                    | Pointe des Poulains                       | 47° 23′ 18″ nord, 3° 15′ 06″ ouest | « IA56000340 »                | Site classé · Inventorié | 1982 2001 | Phare des Poulains                            |
| Phare de Sauzon                               | Sauzon                                    | Port                                      | 47° 22′ 30″ nord, 3° 13′ 02″ ouest |                               |                          |           | Phare de Sauzon                               |
| Feu de La Trinité-sur-Mer                     | La Trinité-sur-Mer                        | Port                                      | 47° 35′ 17″ nord, 3° 01′ 28″ ouest |                               |                          |           | Feu de La Trinité-sur-Mer                     |

## Carte
| \| Localisation du Morbihan en France \| OCÉAN · ATLANTIQUE Golfe du Morbihan Vannes Rade de Lorient Ria d'Étel Groix Belle-Île-en-Mer Pen-Men Port-Tudy Pointe de la Croix Pointe des Chats Les Birvideaux Les Poulains Sauzon Le Palais Goulphar Kerdonis La Teignouse Houat Hoëdic Les Grands Cardinaux Kerroc'h Lomener Tour de la Découverte Kerbel Poulfanc Étel Port-Maria Port-Haliguen La Trinité-sur-Mer Kergurioné Kernevest Port-Navalo Le Crouesty Tour des Anglais Penlan Tréhiguier |
| Localisation du Morbihan en France |

| Localisation du Morbihan en France |

| \| Localisation du Morbihan en France \| OCÉAN · ATLANTIQUE Golfe du Morbihan Vannes Rade de Lorient Ria d'Étel Groix Belle-Île-en-Mer Pen-Men Port-Tudy Pointe de la Croix Pointe des Chats Les Birvideaux Les Poulains Sauzon Le Palais Goulphar Kerdonis La Teignouse Houat Hoëdic Les Grands Cardinaux Kerroc'h Lomener Tour de la Découverte Kerbel Poulfanc Étel Port-Maria Port-Haliguen La Trinité-sur-Mer Kergurioné Kernevest Port-Navalo Le Crouesty Tour des Anglais Penlan Tréhiguier |
| Localisation du Morbihan en France |

| Localisation du Morbihan en France |